# Eleccions generals de Moçambic de 1999
Les eleccions generals de Moçambic de 1999 van tenir lloc entre el 3 i el 5 de desembre de 1999 per elegir el president i a l'Assemblea de la República. El president sortint Joaquim Chissano va obtenir una àmplia victòria sobre Afonso Dhlakama, mentre que el partit FRELIMO de Chissano va guanyar les eleccions a l'Assemblea, obtenint 133 dels 250 escons. La participació en les eleccions va rondar el 68-70%.

## Eleccions presidencials
| Candidat                         | Partit      | Vots      | %     |
| -------------------------------- | ----------- | --------- | ----- |
| Joaquim Chissano                 | FRELIMO     | 2,338,333 | 52.29 |
| Afonso Dhlakama                  | RENAMO      | 2,133,655 | 47.71 |
| Nuls/blancs                      | Nuls/blancs | 462,364   | -     |
| Total                            | Total       | 4,934,352 | 100   |
| Font: African Elections Database |             |           |       |

## Eleccions a l'Assemblea
| Partit                                      | Vots      | %     | Escons |
| ------------------------------------------- | --------- | ----- | ------ |
| FRELIMO                                     | 2,005,713 | 48.54 | 133    |
| RENAMO-Unió Electoral                       | 1,603,811 | 38.81 | 117    |
| Partit del Treball                          | 111,139   | 2.96  | 0      |
| Partit Liberal i Democràtic de Moçambic     | 101,970   | 2.47  | 0      |
| Partit Social Liberal                       | 83,440    | 2.02  | 0      |
| Unió de l'Oposició Moçambiquesa             | 64,117    | 1.55  | 0      |
| Unió Democràtica                            | 61,122    | 1.48  | 0      |
| Partit Democràtic Liberal de Moçambic       | 33,247    | 0.80  | 0      |
| Partit Independent de Moçambic              | 29,456    | 0.71  | 0      |
| Partit de Llibertat i Solidaritat           | 20,686    | 0.88  | 0      |
| Partit Nacional de Treballadors i Camperols | 24,527    | 0.59  | 0      |
| Partit Progressista Liberal de Moçambic     | 11,628    | 0.28  | 0      |
| Partit d'Extensió Social de Moçambic        | 2,153     | 0.05  | 0      |
| Nuls/blancs                                 | 701,438   | -     | -      |
| Total                                       | 4,833,761 | 100   | 250    |